# Isonebula acanthopleon
Isonebula acanthopleon is een pissebed uit de familie Cymothoidae. De wetenschappelijke naam van de soort is voor het eerst geldig gepubliceerd in 1998 door Taberner.